# Excideuil
 Excideuil  (en occitano Eissiduelh) es una población y comuna francesa, situada en la región de Aquitania, departamento de Dordoña, en el distrito de Périgueux y cantón de Excideuil. Está hermanada con la localidad española de Murillo de Río Leza.

## Demografía
| 1578 | 1660 | 1663 | 1535 | 1414 | 1318 |
| Para los censos de 1962 a 1999 la población legal corresponde a la población sin duplicidades (Fuente: INSEE [Consultar]) |      |      |      |      |      |